# Projet Citrus
Le projet CITRUS (Comprehensive I18N Framework Towards Respectable UNIX Systems) vise à intégrer le modèle de programmation nécessaire à l'internationalisation à la base des systèmes d'exploitation BSD, tel FreeBSD, NetBSD, OpenBSD et BSD/OS.
Le projet :
- Développe une implémentation conforme aux normes ISO C et SUSv2.
- Développe une implémentation de gettext sous licence BSD.
- Conçoit un modèle de programmation pour supporter différents types d'écritures.

Bien que le projet concerne surtout les plates-formes BSD, une version portable existe.